# グローマー・チャレンジャー

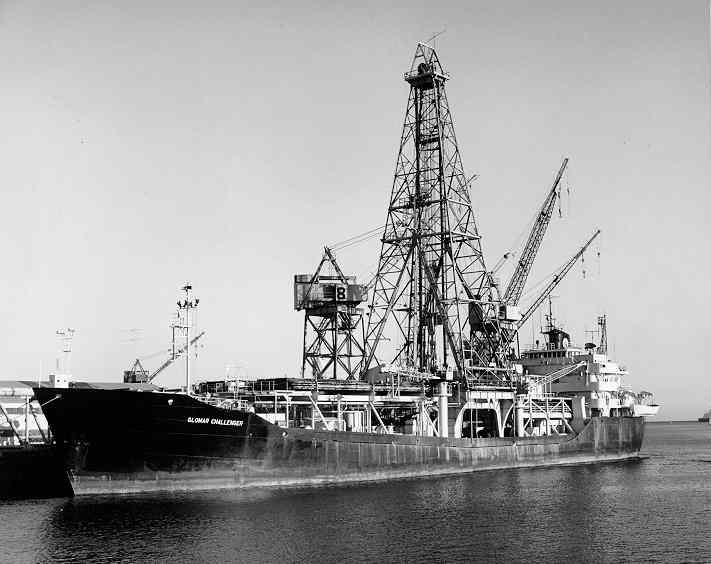
グローマー・チャレンジャー

グローマー・チャレンジャー（Glomar Challenger）は、アメリカ合衆国船籍の深海掘削船である。長さ120m。

## 概要
グローマー・チャレンジャーは、1960年代から1980年代にかけて地質学、海洋学研究のために運用された調査船である。アメリカ国立科学財団とカリフォルニア大学によって設計された。グローバル・マリーン共同事業で運用された。「チャレンジャー」は19世紀に海洋調査を行ったチャレンジャー号から採られ、グローマーはグローバル・マリーンを短縮したものである。
15年間にわたる運用の後1983年11月に運用を終了し、1985年に進水したJOIDES・リゾリューションにその任務をゆずった。

## 功績
1968年8月から1年間にわたり、南アメリカ大陸とアフリカ大陸の間の大西洋中央海嶺を横断する深海掘削計画に参加。深海掘削調査を行い、膨大なサンプルを採取した。サンプルの化石による年代測定、放射性元素による年代測定が行われた結果、海洋底拡大説が実証され、大陸移動説が証明された。
1970年には地中海で掘削調査を行い、岩塩や石膏など地中海が干上がった証拠となる蒸発岩を発見し、かつて約600万年前に発生したメッシニアン塩分危機の学説を裏付けた。